# Puszczykowo (gmina)
Puszczykowo – gmina wiejska istniejąca w latach 1934–1954 w woj. poznańskim (dzisiejsze woj. wielkopolskie). Siedzibą władz gminy było Puszczykowo (obecnie oddzielna gmina miejska).
Gmina zbiorowa Puszczykowo została utworzona 1 sierpnia 1934 roku w powiecie poznańskim w woj. poznańskim z dotychczasowych jednostkowych gmin wiejskich: Łęczyca, Puszczykowo, Puszczykowo Stare, Puszczykówko i Wiry oraz z obszaru dworskiego Wiry.
27 września 1934 gminę podzielono na 3 gromady: Łęczyca, Puszczykowo (z Puszczykowem Starym i Puszczykówkiem) i Wiry.
Podczas II wojny światowej włączona do Niemiec jako Amtsbezirk Unterberg. 1 kwietnia 1942 do gminy Puszczykowo włączono Babki (Altenau) i Czapury (Staffelbach) ze zniesionej gminy Krzesiny (Amtsbezirk Kreising).
Po wojnie gmina zachowała przynależność administracyjną. Reaktywowano gromady Puszczykowo Stare i Puszczykówko. Według stanu z dnia 1 lipca 1952 roku gmina składała się zatem z 7 gromad: Babki, Czapury, Łęczyca, Puszczykowo, Puszczykowo Stare, Puszczykówko i Wiry. Gmina została zniesiona 29 września 1954 roku wraz z reformą wprowadzającą gromady w miejsce gmin. Jednostki nie przywrócono 1 stycznia 1973 roku po reaktywowaniu gmin.